# Helge Sandberg
Helge Sandberg (nascut el 1856 - [...?]), fou un músic suec.
Des de 1884 fins al 1894 residí als Estats Units on fundà i dirigí a la ciutat de Boston la Societat Coral Sueca. El 1896 s'establí a Estocolm i gaudí d'una solida anomenada, com a professor i compositor. En la seva producció s'assenyala especialment els seus lieder, cors i cantates per a solo, cors i orquestra.

## Autoritat
- Treballs per o sobre Helge Sandberg en biblioteques (catàleg WorldCat) (anglès)